# Lista de prefeitos de José da Penha
Esta é a lista de prefeitos do município brasileiro de José da Penha, localizado no estado do Rio Grande do Norte. O prédio-sede do Poder Executivo municipal denomina-se Palácio José Josemar de Oliveira, inaugurado em 29 de junho de 2013.
A relação inclui todas as pessoas que tomaram posse definitiva na chefia do Executivo municipal e exerceram o cargo como titulares, bem como prefeitos eleitos cuja posse tenha sido prevista em algum momento pela legislação vigente. Prefeitos em exercício que tenham substituído temporariamente o titular não são contabilizados na numeração oficial, mas podem ser mencionados em notas, quando aplicável.
Sob a ordem constitucional vigente, o prefeito é o chefe do Poder Executivo municipal, eleito pelo voto direto para mandato de quatro anos, sendo permitida a reeleição por mais um período consecutivo.
| Nº | Prefeito                                | Imagem                              | Partido                   | Início de mandato      | Fim de mandato         | Vice-prefeito                   | Observações             |
| -- | --------------------------------------- | ----------------------------------- | ------------------------- | ---------------------- | ---------------------- | ------------------------------- | ----------------------- |
| 1  | José Evaristo de Fontes                 |                                     | UDN                       | 8 de fevereiro de 1959 | 31 de março de 1960    | —                               | Prefeito nomeado        |
| 2  | Osório Estevam da Silva                 |                                     | UDN                       | 31 de março de 1960    | 31 de janeiro de 1965  | não encontrado                  | Prefeito e vice eleitos |
| 3  | José Evaristo de Fontes                 |                                     | ARENA                     | 31 de janeiro de 1965  | 31 de janeiro de 1970  | Antônio Fernandes Bessa         | Prefeito e vice eleitos |
| 4  | Osório Estevam da Silva                 |                                     | ARENA                     | 31 de janeiro de 1970  | 31 de janeiro de 1973  | Emídio Izidro da Silva          | Prefeito e vice eleitos |
| 5  | Francisco José de Oliveira              |                                     | ARENA                     | 31 de janeiro de 1973  | 31 de janeiro de 1977  | não encontrado                  | Prefeito e vice eleitos |
| 6  | José Evaristo de Fontes                 |                                     | ARENA                     | 31 de janeiro de 1977  | 31 de janeiro de 1983  | Francisco de Assis Maia         | Prefeito e vice eleitos |
| 7  | Raimundo Nonato Fernandes               |                                     | PMDB                      | 31 de janeiro de 1983  | 31 de janeiro de 1989  | não encontrado                  | Prefeito e vice eleitos |
| 8  | Cláudia Alzira Diógenes Nunes Marcelino |                                     | PL                        | 31 de janeiro de 1989  | 31 de dezembro de 1992 | Ivanilson Leite de Fontes       | Prefeita e vice eleitos |
| 9  | Raimundo Nonato Fernandes               |                                     | PSB                       | 1º de janeiro de 1993  | 31 de dezembro de 1996 | não encontrado                  | Prefeito e vice eleitos |
| 10 | José Josemar de Oliveira                |                                     | PL                        | 1º de janeiro de 1997  | 31 de dezembro de 2004 | Francisco de Assis Maia         | Prefeito e vice eleitos |
| 10 | José Josemar de Oliveira                | PMDB                                | Prefeito e vice reeleitos | 1º de janeiro de 1997  | 31 de dezembro de 2004 | Francisco de Assis Maia         |                         |
| 11 | Abel Kayo Fontes de Oliveira            |                                     | PDT                       | 1º de janeiro de 2005  | 31 de dezembro de 2012 | Francisco Rozendo da Silva      | Prefeito e vice eleitos |
| 11 | Abel Kayo Fontes de Oliveira            | Francisco Henrique da Costa Rozendo | PDT                       | 1º de janeiro de 2005  | 31 de dezembro de 2012 | Prefeito reeleito e vice eleito |                         |
| 12 | Antônio Lisboa de Oliveira              |                                     | PMN                       | 1º de janeiro de 2013  | 31 de dezembro de 2016 | Hélio Trajano Torres de Santana | Prefeito e vice eleitos |
| 13 | Raimundo Nonato Fernandes               |                                     | PDT                       | 1º de janeiro de 2021  | 31 de dezembro de 2024 | João Jácome de Brito Júnior     | Prefeito e vice eleitos |
| 13 | Raimundo Nonato Fernandes               | PSDB                                | Prefeito e vice reeleitos | 1º de janeiro de 2021  | 31 de dezembro de 2024 | João Jácome de Brito Júnior     |                         |
| 14 | Jairo de Souza Mafaldo                  |                                     | PT                        | 1º de janeiro de 2025  | até a atualidade       | Adriano Costa de Morais         | Prefeito e vice eleitos |